# Arta, Djibouti
Arta (tiếng Ả Rập: عرته, tiếng Somalia: Carta) là một thị xã ở đông nam Djibouti, thủ phủ của vùng Arta. Đây là đô thị lớn thứ sáu tại đất nước với 11.043 người. Arta nằm trên dãy núi cùng tên và nổi tiếng với khí hậu ôn hòa. Nó nằm cách thủ đô Djibouti khoảng 41 km (25 dặm) về phía tây.

## Lịch sử
Khu định cư Arta đã tồn tại vài thế kỷ. Trong suốt thời Trung Cổ, nó được cai trị bởi các vương quốc Hồi giáo Ifat và Adal. Arta sau đó trở thành một phần của chính quyền bảo hộ Somaliland thuộc Pháp vào nửa đầu thế kỷ 20. Vào tháng 12 năm 1942 khi Anh xâm lược Somaliland thuộc Pháp, khoảng 700 quân Anh và quân Pháp Tự do đã chiếm thị xã. Dưới thời Pháp thuộc vào năm 1946, một khu nhà ở và trạm nghỉ mới được xây dựng. Khí hậu của Arta khiến đây trở thành nơi trú ẩn chính của các công chức Pháp ở Djibouti. Vùng Arta là nơi sinh sống của nhóm dân tộc Issa, những người đã làm nên "Tuyên ngôn Arta", trong đó họ tuyên bố thống nhất dưới sự bảo hộ của Pháp. Họ lập luận chống lại ảnh hưởng của các quốc gia láng giềng độc lập lớn hơn như Ethiopia và Somalia cũng như chống lại mối liên hệ với một trong những quốc gia này.
Từ ngày 2 tháng 5 năm 2000, các cuộc đàm phán hoà bình giữa các phe khác nhau của nội chiến Somali đã được tổ chức ở Arta, dẫn đến việc thành lập chính phủ quốc gia chuyển tiếp của Somalia.

## Địa lý
Thị xã nằm ở độ cao 755 mét (2.477 feet) so với mực nước biển, trên dãy núi Arta. Nó được kết nối với các khu vực khác bằng Quốc lộ 4. Xe buýt công cộng thường mất khoảng nửa giờ đi từ Thành phố Djibouti đến Arta. Thị trấn nhỏ hơn Weʽa nằm ngay dưới chân núi, khoảng 3 km (1,9 dặm) về phía nam.

### Khí hậu
Thị xã có nhiều ánh nắng mặt trời, trung bình từ 8 đến 10 giờ/ngày quanh năm. Lượng nắng thấp nhất trong mùa mưa, với sương mù ven biển và nhiều mây hơn khi không khí ấm đi qua các ngọn núi.

Arta có khí hậu bán khô hạn (phân loại khí hậu Köppen BSh).
| Dữ liệu khí hậu của Arta                    | Dữ liệu khí hậu của Arta | Dữ liệu khí hậu của Arta | Dữ liệu khí hậu của Arta | Dữ liệu khí hậu của Arta | Dữ liệu khí hậu của Arta | Dữ liệu khí hậu của Arta | Dữ liệu khí hậu của Arta | Dữ liệu khí hậu của Arta | Dữ liệu khí hậu của Arta | Dữ liệu khí hậu của Arta | Dữ liệu khí hậu của Arta | Dữ liệu khí hậu của Arta | Dữ liệu khí hậu của Arta |
| Tháng                                       | 1                        | 2                        | 3                        | 4                        | 5                        | 6                        | 7                        | 8                        | 9                        | 10                       | 11                       | 12                       | Năm                      |
| ------------------------------------------- | ------------------------ | ------------------------ | ------------------------ | ------------------------ | ------------------------ | ------------------------ | ------------------------ | ------------------------ | ------------------------ | ------------------------ | ------------------------ | ------------------------ | ------------------------ |
| Trung bình ngày tối đa °C (°F)              | 25.9 (78.7)              | 26.2 (79.2)              | 26.9 (80.4)              | 28.1 (82.6)              | 29.3 (84.8)              | 33.4 (92.2)              | 36.2 (97.1)              | 35.7 (96.2)              | 31.7 (89.0)              | 27.6 (81.6)              | 26.7 (80.0)              | 26.3 (79.4)              | 29.5 (85.1)              |
| Tối thiểu trung bình ngày °C (°F)           | 15.1 (59.2)              | 16.9 (62.5)              | 18.2 (64.8)              | 19.8 (67.7)              | 21.4 (70.6)              | 23.7 (74.7)              | 25.6 (78.0)              | 25.1 (77.1)              | 23.3 (74.0)              | 20.1 (68.1)              | 17.6 (63.6)              | 15.3 (59.6)              | 20.2 (68.3)              |
| Lượng mưa trung bình mm (inches)            | 30 (1.2)                 | 27 (1.1)                 | 26 (1.0)                 | 30 (1.2)                 | 16 (0.6)                 | 1 (0.0)                  | 9 (0.4)                  | 20 (0.8)                 | 10 (0.4)                 | 12 (0.5)                 | 43 (1.7)                 | 12 (0.5)                 | 236 (9.4)                |
| Nguồn 1: Climate-Data.org, trên độ cao 755m |                          |                          |                          |                          |                          |                          |                          |                          |                          |                          |                          |                          |                          |
| Nguồn 2: Levoyageur                         |                          |                          |                          |                          |                          |                          |                          |                          |                          |                          |                          |                          |                          |

## Nhân khẩu
Tính đến năm 2013, dân số của Arta được ước tính là 11.043 người. Cư dân thị xã thuộc nhiều nhóm dân tộc chủ yếu nói ngữ hệ Phi-Á, với bộ tộc Somali Issa chiếm đa số.

## Thành phố kết nghĩa
Arta kết nghĩa với:
- Mġarr, Malta
- Kandanos, Hy Lạp
- Harar, Ethiopia